# 圣女天团
圣女天团（英語：Nu Virgos）是一个由三名女子组成的乌克兰音乐团体。圣女天团流行于俄罗斯、乌克兰及其他独联体国家，成为21世纪初乌克兰最知名的音乐团体之一。

## 历史
圣女天团的俄语命名ВИА Гра参考自药物伟哥的英文Viagra，而俄语中ВИА有樂團之意，Гра意指游戏。
组合阵容的频繁变动是该乐团的一大特征。
该团体的第一张单曲是发行于2000年9月的"Popytka No. 5".
2004年推出的专辑"Stop! Stop! Stop!"则是首次收获来自独联体国家外地区的成功反响。